# Jonathan Djanogly
Jonathan Simon Djanogly (né le 3 juin 1965) est un homme politique et un avocat britannique et député conservateur pour Huntingdon de 2001 à 2024. Djanogly est porte-parole pour le commerce et de l'industrie, avocat général pour l'Angleterre et le pays de Galles du cabinet fantôme et sous-secrétaire d'État parlementaire au ministère de la Justice de 2010 à 2012.

## Jeunesse
Djanogly est né à Londres dans une famille juive britannique, le fils du fabricant de textile multimillionnaire Harry Djanogly.
Djanogly fait ses études à l'University College School, une école indépendante pour garçons à Hampstead dans le nord de Londres, puis à l'Oxford Polytechnic à Oxford, où il est élu président de l'Association conservatrice en 1987, et il obtient un baccalauréat ès arts en droit et politique en 1987. Il termine ses études de droit au College of Law de Guildford en 1988.

## Carrière professionnelle
Il rejoint SJ Berwin, Londres, en 1988 en tant qu'avocat stagiaire, est admis en tant que solicitor en 1990 et est associé en finance d'entreprise entre 1998 et 2009.

## Carrière politique
Djanogly est élu conseiller du quartier Regents Park de la Cité de Westminster en 1994 et réélu en 1998. Il se présente en vain au siège d'Oxford East aux élections générales de 1997, où il est battu par le député travailliste Andrew Smith par 16 665 voix. Avant les élections générales de 2001, il est choisi comme candidat du Parti conservateur pour le siège sûr de Huntingdon, à la suite du départ à la retraite de l'ancien Premier ministre du Royaume-Uni John Major. Djanogly démissionne de son siège au conseil au début de 2001, peu avant la campagne électorale générale.
Aux élections générales de 2001, Djanogly remporte confortablement le siège de Huntingdon avec une majorité de 12 792 voix et est réélu député de la circonscription jusqu'en 2024. Il prononce son premier discours à la Chambre des communes le 2 juillet 2001. Djanogly est réélu au siège de Huntingdon (avec des limites révisées) en 2005 et 2010 avec des majorités de 12 847 et 10 819 voix respectivement et en 2015 et 2017 sur les mêmes limites avec des majorités de 19 404 et 14 475 voix respectivement.
En 2004, il est promu par Michael Howard comme porte-parole de l'opposition sur les affaires intérieures, et est procureur général fantôme entre mai 2004 et mai 2010. En 2005, Djanogly est également nommé "shadow business Minister" au sein de l'équipe du Commerce et de l'Industrie (Royaume-Uni) (aujourd'hui Département des Affaires, de l'Innovation et des Compétences) où, jusqu'aux élections générales de 2010, il travaille sur la gouvernance d'entreprise et la réglementation des affaires.
Djanogly est opposé au Brexit avant le référendum de 2016. En décembre 2017, Djanogly vote avec son collègue conservateur Dominic Grieve et neuf autres députés conservateurs contre le gouvernement, et pour garantir au Parlement un " vote significatif " sur tout accord conclu par Theresa May avec Bruxelles sur le Brexit.

## Au gouvernement
À la suite de la formation du gouvernement de coalition, Djanogly est nommé le 14 mai 2010 sous-secrétaire d'État parlementaire au ministère de la Justice, poste qu'il occupe jusqu'en septembre 2012. Son poste comprend la supervision de l'aide juridique et des services juridiques, le HM Courts Service, ainsi que la Commission d'examen des affaires criminelles.
Dans le cadre de l'objectif du ministère de la Justice de réduire ses dépenses de 2 milliards de livres, Djanogly est chargé de réduire le budget de l'aide juridique de 350 millions de livres. En juin 2011, il est l'un des ministres qui présente au Parlement le projet de loi sur l'aide juridique, la détermination de la peine et la punition des délinquants (LASPO). Djanogly dirige le processus du projet de loi et qui devient loi le 1er mai 2012.
Le 29 mars 2011, Djanogly lance une consultation: «Résoudre les différends dans les tribunaux de comté», entamant un examen général des procédures de droit civil, qui veut augmenter la limite des petites créances à 10 000 £, créer un tribunal de comté unique et étendre l'évaluation de la médiation à toutes les petites créances .
En février 2012, Djanogly propose une refonte juridique majeure du secteur des huissiers de justice pour réprimer les mauvaises pratiques. Les propositions comprennent un nouvel organisme de réglementation pour superviser l'industrie, un nouveau processus de plainte pour les débiteurs et des frais clairs afin que les gens sachent ce que les huissiers peuvent facturer.
Djanogly est le ministre responsable du service des tribunaux pendant les émeutes d'août 2011 lorsqu'une décision est prise de diriger les affaires d'émeute vers un nombre limité de tribunaux de première instance siégeant 24 heures sur 24, sept jours sur sept. Djanogly est également responsable de la fusion de HM Courts Service avec le Tribunals Service pour créer le HMCTS le 1er avril 2011. Des changements majeurs sont également apportés au domaine des tribunaux, avec la fermeture de 93 tribunaux de première instance et de 49 tribunaux de comté (sur un total de 530 tribunaux), ainsi que des propositions visant à réinvestir 22 millions de livres d'économies dans la modernisation du domaine judiciaire restant.
En tant que ministre du droit de la famille, le principal objectif de Djanogly est de préparer la réponse du gouvernement et la mise en œuvre de l'examen de la justice familiale mené par David Norgrove, qui rend son rapport en novembre 2011. En droit privé de la famille, Djanogly se fait le champion de la médiation.

## Vie privée
Djanogly est marié à Rebecca Jane Silk depuis 1991 et a deux enfants, un fils et une fille,. Il est le gendre de l'ancienne championne de Wimbledon Angela Buxton.